# لوسیندا ویلیامز (دونده)
لوسیندا ویلیامز (انگلیسی: Lucinda Williams؛ زادهٔ ۱۰ آگوست ۱۹۳۷) دونده اهل ایالات متحده آمریکا بود.
وی در مسابقات کشوری و بین‌المللی در مجموع برندهٔ ۴ مدال طلا شده‌است.